# Тропове
Тропове́ — село в Україні, у Вендичанській селищній громаді Могилів-Подільського району Вінницької області. Населення становить 882 осіб.

## Географія
Село знаходиться в 30 кілометрах від міста Могилів-Подільського та в 18-ти на схід від залізничної станції Вендичани. На півночі межує з с. Конатківці, північному сході з с. Лозова, на сході із с. Біляни, на півдні з с. Сліди, на південному заході з с. Сугаки, на заході з с. Плоске, всі Могилів-Подільського району. Отже, Тропове це самий віддалений куточок Могилів-Подільського району куди веде лиш одна забутована дорога. Інші дороги ґрунтові і після дощів розкисають та стають непроїзними.
Селом протікає річка Тропова, ліва притока Дерла. На околицях села знаходиться екологічна пам'ятка природи місцевого значення Озеро.

## Історія
Перші згадування про село відносяться до кінця XV та початку XVI століття. В одному із видань є згадка про заснування села - 1580 рік. Настільки це вірна дата перевірити не вдалося. Відомо, що воно підпорядковувалось Барському старостві і входило до складу Карчмарівської волості, що була подарована Яну Замойському у складі Шаргородського ключа його маєтків. 
В подальшому Замойський надав це поселення у довічне володіння шляхтичам Рознятовським за певну грошову суму. Потім маєток належав Бловицьким, Гальбеку, Миколі Амосову та іншим панам.  
Поруч, за два кілометри на південь від села було і інше поселення, яке не згадується в літописах. І воно знаходилось в урочищі річки «Дерло» (В деяких повідомленнях та на картах назва інша – «Дирло»). Але місцеві називають цю місцину «Дерло». Отже, можливо, тут жили гончарі. Тому, що на цьому місці знаходять багато глиняних черепків. Мабуть це ще давніше поселення. Але ніхто не вів тут розкопок і про нього нічого не відомо із літописів. Можливо тут жили ще за часів Трипілля. 
Село виникло в Литовсько-Польський період. Саме в той період коли татарські набіги часто спустошували Поділля, а населення ховалося від поневолення в глухих хащах подальше від проторенних шляхів. Саме тому очевидно і виникло поселення серед непрохідних хащ та боліт, де вилася лиш непомітна стежинка (тропка). Яке потім дістало топонімічну назву «Тропове». 
7 (20) листопада 1917 року, відповідно до Третього Універсалу Української Центральної Ради, увійшло до складу Української Народної Республіки. 
До більшовицького перевороту  1917 року с. Тропове входило до складу Вендичанської волості Могилів-Подільського повіту Подільської губернії. 

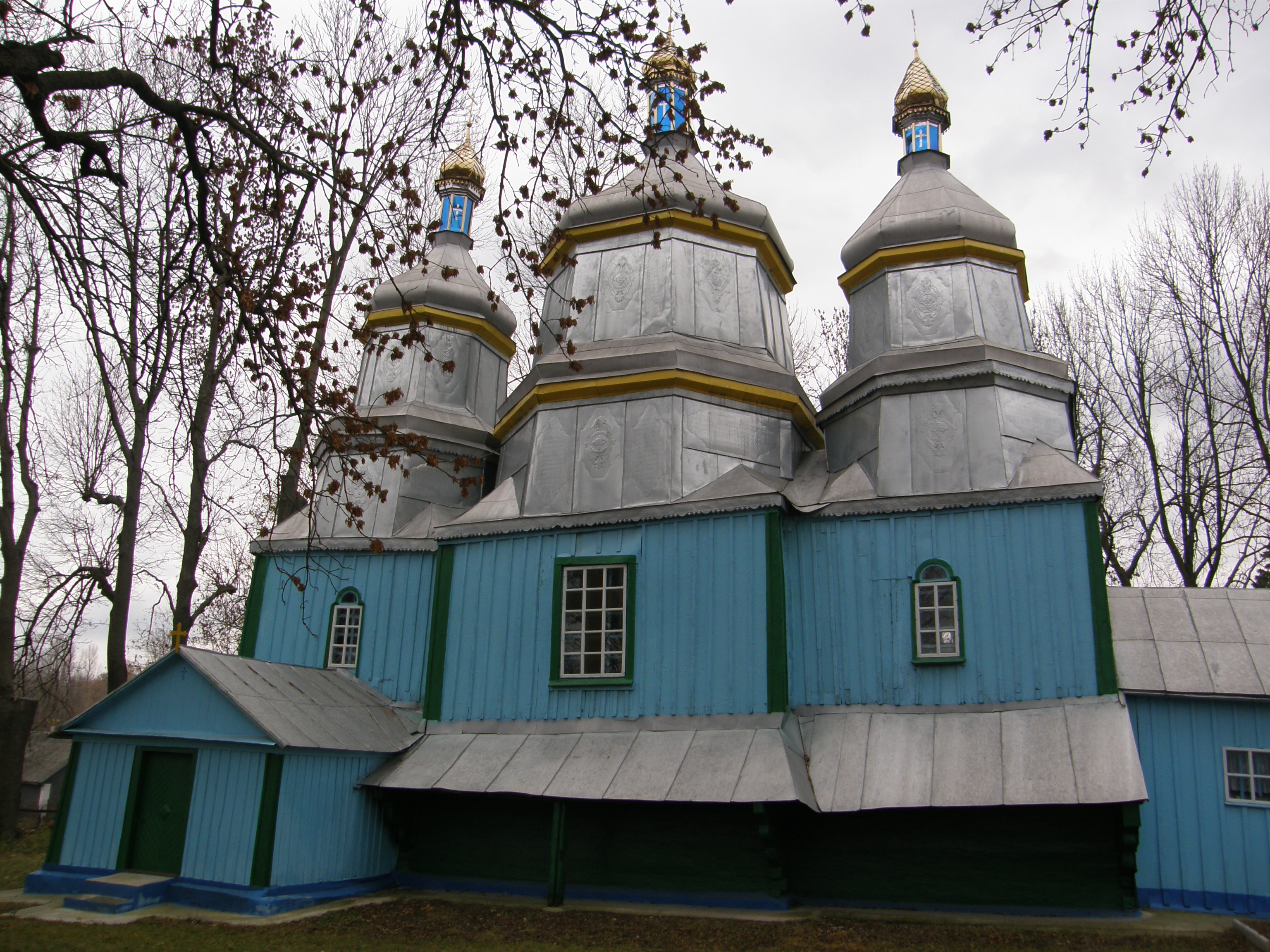
Церква Іоанна Богослова

В селі була побудована дерев’яна церква Іоана Богослова (Іоана Предтечі) та в 1767 році дзвіниця. Отже тоді це було досить велике село, жителі якого спромоглися зібрати кошти на побудову церкви. Про існування попередньої церкви достовірно нічого не відомо. Проте при виконанні ремонтнох робіт у вівтарі церкви в 2010 році під старим престолом було знайдено поховання, на хресті якого є напис «Тут покоїться священнослужитель церкви Св. Іоана Предтечі» та вказаний рік 1767. Можливо, що тут уже була садиба ще більш старої церкви. 
В книзі «Приходы и церкви Подольской Епархии», надрукованій у 1901 році під редакцією Юхима Сецінського написано, що в с. Тропове Могилівського повіту є дерев’яна церква 1767 р., яка згадується як церква Іоана Богослова. Враховуючи те, що складання історико-статистичних описів церков та їх приходів було доручено приходським священникам, а текст в книзі неодноразово копіювався, то могла бути допущена описка. Церкву в с. Тропова замість «приход Иоана Предтечи» - записали як «во имя Иоана Богослова». Чи допущена помилка, чи церкву по новій освятили невідомо. 
У 1835 році церкву було піднято на кам’яний підмурок, а дерев’яну огорожу замінили на кам’яну із входом з трьох арок. Збереглися перекази, що для будівництва муру від кожного подвір’я привозили каміння. Дзвіницю залишили в огорожі і вона служила другим входом на територію храму. При церкві існував цвинтар, на якому хоронили священників. В 1885 році в церкві було обновлено чотириярусний іконостас, розібрана емпора над бабинцем. Замість неї над входом влаштували балкон для хору. У 1898 році до абсиди із півночі і півдня  прибудували різницю та паламарню.
Починаючи з 1868 року в селі існувала церковна школа грамоти, яка у 1888 році була реформована у церковну-приходську, для якої того ж року пристосували хату дяка. Першим учителем став церковний дяк, який навчав грамоти 20-25 дітей більш заможних селян. У 1875 році в школі навчалося вже 70-80 дітей, переважно хлопчиків. Навчання проводила вчителька – дочка місцевого священника – Лівіцька. 
В центрі села по вулиці Сугацькій була зборня, де збиралися селяни на збори. Селян збирав соцький. На таких зборах вони могли почути розпорядження та накази властей. 
Більшість родючих земель належала поміщику - німцю за походженням Бранту Аугусту Агустовичу. Малоземельні та безземельні селяни працювали на його полях та у садибі. Крім поміщика великим землевласником, що мав більше ніж 100 га орної землі, був священник.
Під час столипінської аграрної реформи поміщицьку землю продали селянам, а біля поміщицької садиби залишилось всього 150 гектарів землі. 
Події 1905 року дійшли в село із запізненням і особливого революційного впливу на селян не мали. Староста села Балан Олексій з селянами вигнали із поміщицького маєтку всіх найманих робітників та не дозволили їм виходити на роботу. В ці ж дні всі роботи виконував сам пан зі своїми синами та дочками. Брант викликав в село козацьку сотню для приборкання бунтівних селян. Козацький сотник  розмістився в панському будинку, а на другий день скликав збори. Селян оточили, а самих активних за непокору поміщику та бунт жорстоко покарали. В 1909 році Брант помер, а син, Кароль Брант батьківську садибу продав Домарецькому, якого після жовтневого перевороту вигнали із села.
За описом Обштира Василя Івановича - учителя історії згадується, що в 1910 році було побудовано міністерське училище на дві класні кімнати за кошти селян та земства. Тепер це приміщення перебудовано і в ньому міститься сільський клуб. 
Першу звістку про Російську революцію (1917) в село принесли робітники Петербургського депо Василига Григорій та Шпак Михайло. За переказами старожилів населення Тропове з великим піднесенням зустріли революцію 1917 року. В село повернулися звільнені солдати царської армії, які активно включились в перебудову на селі. Було обрано сільську селянську раду – Комітет незаможних селян. Першим головою був Яблонський Яків Олександрович. Відбувся розподіл поміщицької та куркульської землі між безземельними та малоземельними селянами. На кожну душу населення наділялось по 0,75 га, а куркулям по 7 га на господарство. Миротворча праця громадян села по відбудові суспільного життя  підірваного Першою світовою війною 1914 року, була перервана громадянською війною. Велика кількість селян брала участь у захисті держави. Серед них слід зазначити Мензелюка Семена, Диду Григорія, Мельника Михайла та ще багато інших. Тільки в кінці липня 1920 року після витіснення військ Пілсудського та Петлюри на всій Могилів-Подільщині встановилася радянська влада.
В 1923 році в селі було організовано ТСОЗ «Червона Зірка» із 8-и селянських господарств. А в 1924 році був створений другий ТСОЗ «Спільна праця» теж із восьми господарств. У 1924 році ці два товариства об’єднались в одне із назвою «Червона Зірка». У 1925 році в цьому товаристві було об’єднано вже 26 господарств. У 1928 році організувався ще один ТСОЗ «Друга п’ятирічка». Цим господарствам виділялася земля в одному масиві, надавався кредит на придбання сільськогосподарського реманенту та племінних тварин і насіння. Ці товариства швидко зростали а їх економіка міцніла. Першими колгоспниками були: Лучко Роман Семенович, Бойчук Григорій Юстимович, Храмцов Михайло Лукіч, Лучко Кирило Семенович, Філянович Андрій Кіндратович, Обштир Кифір Платонович, Бондарчук Платон Дмитрович і інші. Першим головою колгоспу став Лучко Роман Семенович. Організація ТСОЗ викликала у куркулів жорстоку реакцію. Влада проводила їх розкуркулення та висилку за межі села. На початку 1930 року в господарствах було об’єднано вже 70% селян. Проте частина селян не вступала в колгоспи. Дійшло до того, що в кінці березня 1930 року частина колгоспників почала виходити із колгоспів та забирати суспільний реманент і тварин.
В 1932-1933 роках в селі стався голодомор. Голод призвів у сільській місцевості України де переважну більшість становили українці до багатомільйонних людських жертв. Голод був організований свідомими і цілеспрямованими заходами вищого керівництва Радянського Союзу на чолі із Сталіним. У селян конфіскували зерно та інші продукти харчування. Влада забороняла та блокувала виїзд голодуючих селян поза меж села, відмовлялася приймати допомогу з-за кордону. Дії представників сталінської влади спричинили смерть людей і кваліфікувалися згідно з нормами тогочасного радянського кримінального законодавства як вбивство.  Розслідування ніхто не проводив, а винні не понесли покарання. Упродовж десятиліть масове вбивство людей штучним голодом радянською владою навмисно замовчувалося. Заборонялося про голод будь-де згадувати. Голод у Тропові був такий сильний, що люди вмирали посеред доріг. Їх закопували у дворах та в городах через те що нікому було вивезти на кладовище. Як згадують старі люди в селі не було ні котів ні собак. Хліб пекли із бур’янів та кори дерев. Спостерігалось людоїдство. Особливо важко було у родинах де були малі діти. Наприклад, у родині Пливанюк Наталії із 7 дітей вижив тільки один. Багато мешканців села тікали за межі села. Деякі поїхали будувати шахти на Донбасі, інші у великі міста. Але виїхати було дуже важко через те що у людей не було паспортів. А тих хто утікав повертали назад. Таким чином селян заганяли в колгоспи. В селі була створена партійна організація. Першим членом комуністичної партії і першим секретарем партійної організації був Андрійчук Петро, який загинув під час Другої світової війни. Швидко зростало господарство колгоспу «Червона Зірка» в 1935–1939 довоєнних роках, в період головування двадцятип'ятитисячника Філенка Івана Пилиповича. Колгосп побудував конюшню, корівник, свинарник та зерносховище, мав дві автомашини та велику кількість дрібного реманента. Тракторами, комбайнами та іншими машинами господарство забезпечувала Вендичанська МТС. В колгоспі було впроваджено сівозміну. Обробіток землі забезпечував високі та сталі урожаї. Так колгосп «Червона Зірка» збирав урожай пшениці з усієї площі посіву в середньому по 30,5 ц з гектара, соняшнику 18 ц, ріпаку 23 ц, а цукрових буряків 350-380 ц.
Культурна революція принесла в село навчання. На кінець 1931 року в селі було ліквідована неписьменність. В цьому ж році був відкритий 5 клас, а в 1934 році школа випустила вже перших учнів семирічної школи. До війни вона мала багату навчальну базу. В школі працювало 12 учителів. В 1935 році загальними зборами колгоспників було передано під школу приміщення на 7 класів.
В селі був колгоспний будинок «колбуд» на 400 місць з усім обладнанням, в якому молодь розвивала свої таланти в гуртках художньої самодіяльності. При сільському клубі працювали курси шоферів, трактористів. В селі тричі на тиждень демонструвалися кінофільми, працювали сезонні дитячі ясла. В селі був радіоприймач «колгоспник», яким учитель Головатий М. В. першим прийняв страшну звістку про напад нацистської Німечини на Радянський Союз під час Другої світової війни.
23 липня 1941 року село було окуповано румунськими королівськими військами – сателіт нацистської Німеччини. На третій день в селі був призначений сільський староста, створено сільську поліцію. Першим заходом окупаційних військ було закриття школи. Проте були відновлені та поширені релігійні обряди. Під страхом кари було встановлене обов’язкове вінчання, хрещення. Все обладнання школи пограбовано або спалене румунськими військами. Сільський клуб заселили єврейськими переселенцями, що були вигнані із західних областей України. В селі виникла епідемія тифу, але окупаційна влада ніякої допомоги не надавала. Загинуло багато людей. Господарювання окупантів не давало бажаних результатів, землі заростали бур’янами та пустували. Селяни працювали погано, часто не виконували розпоряджень влади, не виходили на роботу, псували урожай.
16 лютого 1944 року в село прийшов багатотисячний загін радянських партизанів під командуванням полковника Мельника Якова Івановича. Між загоном партизан і загоном королівських військ на околиці Тропівського лісу відбувся жорстокий бій, який закінчився перемогою партизан. Загін в селі зробив триденний перепочинок. В кожну селянську хату селилось по 5-6 партизан. Партизанам давали їжу, взуття. День і ніч працювала кузня та деревообробна майстерня, де ремонтували сідла, кінні вози та все що було необхідне для пересування партизан. В цей партизанський загін влились і тропівчани: Мензелюк Семен, Арнаут Андрій Миколайович, Савко Василь Назарович, Костишин Григорій Іванович, Савко Григорій Тимофійович, Бодзян Спиридон та інші. 
Вже 20 березня 1944 року село повернулись радянські війська. Всі чоловіки були мобілізовані на фронт. Залишилися пристарілі чоловіки, жінки та діти. Сільськогосподарської техніки не було, коней забрали на війну. Для обробітку полів доводилось запрягати корів. Із фронту приходили трагічні повідомлення про загибель тропівчан на фронтах Другої світової війни. 
Понад 200 тропівчан полягли на фронтах, здобуваючи перемогу. Загинули: Андрійчук Максим Павлович, Балан Артем Карпович, Гамлінський Анатолій Якович, Зяць Володимир Максимович, Катрич Кирил Максимович, Джос Григорій Харлапійович, Лучко Гнат Іванович, Навроцький Микита Григорович, Обштир Арсеній Йефремович, Пливанюк Василь Дмитрович та багато інших.  
Голод в селі був і в 1946 – 1947 роках. Основною причиною голодомору на Поділлі пов'язано із особливостями тоталітарно-мілітариської політики Сталіна. 
Два колгоспи в 1950 році було об'єднано рішенням загальних зборів в один колгосп під назвою «Червона Зірка». Об’єднання колгоспів принесло велику економічну вигоду. Невпізнанно зміцніла економіка колгоспу. Було побудовано два свинарники на 3 тисячі голів свиней, три типових корівники на 600 корів, птахоферму на 2800 голів птиці, електростанцію на 90 кВт, радіовузол, родильний будинок, фельдшерсько-акушерський пункт, баню. 
В 1963 році колгосп збудував шкільне приміщення на 4 класні кімнати, спортивний зал, шосейну дорогу. В селі були клуб на 480 місць та бібліотека. На 1 січня 1963 р. населення складало вже 1913 чол, із них: чоловіків 797, жінок 1175. В середньому за рік народжувалось 38 дітей, смертність по старості сягала 15 чол на рік. 
На перше січня 1963 р. колгосп мав 3600 га землі, в тому числі орної 2640 га, садок 118 га, виноградник 18 га. З 1960 року колгосп став спеціалізуватись по вирощуванню свиней. Із серпня 1962 по серпень 1963 року було відгодовано та продано 1464 ц свинини. На 1.01.1960 р. колгосп мав уже 805 голів ВРХ, із них корів 282 гол, молодняка 523 гол, в особистому користуванні громадян було 130 корів, 347 гол свиней та багато птиці. 
Якщо на 1 січня 1960 року валові прибутки становили 3200 тис крб (в старих цінах), то на 1 січня 1962 року вони  сягали 3500 тис крб. Якщо в 1960 році на трудодень платили 3 крб і 800 г пшениці, то в 1962 – 4 крб і 1 кг натурою.
Семирічну школу закінчило на 1963 рік 577 ч, середню 40 ч, середні спеціальні заклади 28 ч, інститути 18. В селі працювало 18 вчителів, 2 медпрацівники, 2 агрономи. Колгосп мав 17 тракторів, 9 комбайнів, 12 тракторних сівалок, 15 тракторних плугів, 14 тракторних культиваторів, 7 автомашин та 4 тракторних причепи.
За головування Джоса Миколи Яковича в господарство мало 2540 га орної ріллі, 560 дійних корів, 300 нетелів, молодняка 1380 голів, свиней 900, овець 600, 1200 курей, 72 коней та 128 вуликів. Керівниками молочно–товарної ферми були Обштир П. П., Пливанюк Г. М., Брунько М., гол. Зоотехніком Андрійчук І. П., ветлікарями Єфремов А. С., Лука Н. Ф., свиноферми Зелинський В., Лебедько І., Балан О., Сауляк Г. К. Бригадири рільничих бригад Юрченко М. О., Лебедько І. П., Корнійчук Р. В., Балан М. А. Бригадири тракторної бригади Навроцький О. М., Стасів М. П. Гол. Інженер – Пустовіт М. В., Янковський С. О. Бригадир огородньої бригади Скомаровський М. Д., Кізян Т. Г.
Головами сільської ради були Войтов О., Храмцов І., Чернявський О. М., Чернявський І., Юрченко В. П., Боднар В. Ф., 1980-2002 – Яцишин М. М., 2002-2005 – Грузинська Г. Г., 2005-2008 – Яцишин М. М., 2008-2015 – Гаврищук Т. О.
Директорами школи – Гринюк Д. В., Мількевич В. Г., Яковишин О. М., 1979-2000 – Грузинська Г. Г., 2000-2014 – Обштир С. Ю., 2014-2015 – Андрійчук Л. В.
З 24 серпня 1991 року село входить до складу незалежної України.
В 1993 році колгосп «Червона Зірка» при зміні форми власності замінили на КСП (колективне сільськогосподарське підприємство). В 1995 році згідно закону України розпочато розпаювання майна та земель.
В 1997 році було створено СТОВ «Зірка» Директором обрано Слободянюка Михайла Івановича. В 2004 році СТОВ ліквідовано та створено ПП (приватне підприємство) «Тропівське» - директор Слободянюк М. І. В 2006 році створено ФГ «Надія хлібороба» (Бегдей К. А.), ФГ «Лан-Тропове» (Балан М. А.). З 2007 року частину земель орендує СТОВ «Нарком-Агро», а з 2013 іншу частину земель орендують СТОВ «Кряж» та ТОВ «Рубін».
12 червня 2020 року, відповідно до Розпорядження Кабінету Міністрів України від № 707-р «Про визначення адміністративних центрів та затвердження територій територіальних громад Вінницької області», увійшло до складу Вендичанської селищної громади.
19 липня 2020 року, в результаті адміністративно-територіальної реформи та ліквідації Могилів-Подільського району (1923 — 2020), село увійшло до складу новоутвореного Могилів-Подільського району.

## Відомі люди
- Яблонський Юхим Олександрович — підполковник Армії УНР.